# Fiat Ritmo
Fiat Ritmo er en lille mellemklassebil fra Fiat bygget mellem 1978 og 1988.
Modellen afløste Fiat 128, som dog fortsat blev bygget frem til 1983.
Motorerne havde alle fire cylindre og otte ventiler. Der var benzinmotorer fra 1,0 til 2,0 liter med effekt fra 55 til 129 hk, og dieselmotorer på 1,7 og 1,9 liter med 58 og 80 hk, sidstnævnte med turbolader.
Ritmo fandtes både som 3- og 5-dørs hatchback, og blev også bygget af SEAT i Spanien som SEAT Ritmo og SEAT Ronda. Derudover fandtes Ritmo i sedan- og stationcarudgaver, benævnt Fiat Regata.
Produktionen af Fiat Ritmo ophørte i 1988, hvor modellen blev afløst af Fiat Tipo.